# Qiuchi
Qiuchi (仇池; Qiúchí) eller Chouchi var en serie av statsbildningar under perioderna De sexton kungadömena och De sydliga och nordliga dynastierna i norra Kina. Staterna existerade i olika epoker från år 296 till 580. Qiuchis territorium var gränsområdena mellan dagnes Gansu, Shaanxi och Sichuan i anslutning till berget Qiuchi. Qiuchi grundades av familjen Yang (杨) som tillhörde Difolket.